# Macedo (político)
 José Maria Macedo Júnior, conhecido como Macedo (Fortaleza, 28 de maio de 1960), é um político brasileiro, filiado ao Progressistas (PP). Foi deputado federal pelo Ceará.

## Carreira
Foi eleito deputado federal pela primeira vez em 2014, para a 55.ª legislatura (2015-2019), pelo Partido Social Liberal (PSL). Posteriormente, trocou de partido, indo para o Partido da Mulher Brasileira (PMB), quando este foi criado, e finalmente, migrou para o Partido Progressista (PP) durante a janela eleitoral de 2016.
Votou contra o Processo de impeachment de Dilma Rousseff. Posteriormente, votou a favor da PEC do Teto dos Gastos Públicos.
Em agosto de 2017 votou contra o processo em que se pedia abertura de investigação do então Presidente Michel Temer, ajudando a arquivar a denúncia do Ministério Público Federal.